# Obsolete
Obsolete (englisch für „veraltet“) ist das dritte Studioalbum der US-amerikanischen Metal-Band Fear Factory. Es wurde am 28. Juli 1998 via Roadrunner Records veröffentlicht.
Das Album führt die Konzeptalbum-Reihe der Band fort, die 1995 mit der Veröffentlichung von Demanufacture ihren Anfang nahm.

## Stil
Neben den Industrial-Metal-Anleihen, die bereits auf dem Vorgänger Demanufacture hörbar waren, finden sich auf Obsolete auch Alternative-Metal-Elemente – beispielsweise das Scratching im Titel Edgecrusher.

## Singleveröffentlichungen
Shock, Descent, Resurrection sowie das Gary-Numan-Cover Cars wurden zwischen 1998 und 1999 als Singles veröffentlicht.

## Rezeption
Greg Prato schrieb auf allmusic.com, dass Fear Factory mit Obsolete ein weiteres Mal den „Ministry-meets-Slayer-Sound“ abliefern würden, für den sie bekannt seien, diesen jedoch mit einem angemessenen Maß Experimentierfreudigkeit kombinieren. Dies geschehe beispielsweise durch den Einsatz von Violinen, Celli und Bratschen. Prato vergab für das Album vier von fünf möglichen Sternen.

## Titelliste
1. Shock – 4:58 (Bell, Wolbers, Cazares, Herrera)
2. Edgecrusher – 3:40 (Bell, Madchild, Cazares, Herrera)
3. Smasher / Devourer – 5:34 (Bell, Wolbers, Cazares, Herrera)
4. Securiton: Police State 2000 – 5:47 (Bell, Wolbers, Cazares, Herrera)
5. Descent – 4:37 (Bell, Wolbers, Cazares, Herrera)
6. Hi-Tech Hate – 4:34 (Bell, Wolbers, Cazares, Herrera)
7. Freedom or Fire – 5:11 (Bell, Wolbers, Cazares, Herrera)
8. Obsolete – 3:52 (Bell, Wolbers, Cazares, Herrera)
9. Resurrection – 6:36 (Cazares, Ferris, Fulber, Devon, Ledingham, Collingwood, Feroce, Bell)
10. Timelessness – 4:08 (Cazares, Ferris, Fulber, Devon, Ledingham, Collingwood, Feroce, Bell)
11. Cars (MPH Mix) – 3:38 (Fulber, Junkie XL)1

Gesamtspielzeit: 49 min
1Der von Rhys Fulber und Junkie XL gemeinsam erstellte Remix des Gary-Numan-Klassikers Cars ist auf einigen Versionen des Albums als Bonustrack enthalten.
Japanische Ausgabe
Die japanische Version des Albums enthält zudem die folgenden Bonustracks:
1. 0-0 (Where Evil Dwells) – 5:16 (Wiseblood-Cover) (Thirlwell, Mosimann)
2. Soulwound – 3:53

Gesamtspielzeit: 58 min 15 s
Collector’s Edition Digipak
1. Cars – 3:38 (Gary-Numan-Cover) (Numan)
2. 0-0 (Where Evil Dwells) – 5:16
3. Soulwound – 3:53
4. Messiah – 3:33
5. Concreto – 3:30

Gesamtspielzeit: 68 min 55 s